# Campionati del mondo di atletica leggera 2007 - Staffetta 4×400 metri femminile
La staffetta 4×400 metri femminile ai campionati del mondo di atletica leggera 2007 si è tenuta il 1º e 2 settembre 2007 allo Stadio Nagai.

## Risultati

### Batterie
Qualificazione: i primi tre di ogni serie (Q) e i due tempi migliori tra gli esclusi (q) si qualificano per la finale.
| Pos. | Batteria | Nazionalità | Atleta                                                                           | Tempo   | Note  |
| ---- | -------- | ----------- | -------------------------------------------------------------------------------- | ------- | ----- |
| 1    | 2        | Stati Uniti | DeeDee Trotter, Monique Hennagan, Mary Wineberg, Natasha Hastings                | 3:23.37 | Q, WL |
| 2    | 1        | Russia      | Yelena Migunova, Natalya Nazarova, Lyudmila Litvinova, Tatyana Levina            | 3:23.49 | Q, WL |
| 3    | 1        | Bielorussia | Yulyana Yushchanka, Iryna Khliustava, Anna Kozak, Sviatlana Usovich              | 3:25.14 | Q     |
| 4    | 2        | Regno Unito | Lee McConnell, Donna Fraser, Marilyn Okoro, Nicola Sanders                       | 3:25.45 | Q, SB |
| 5    | 1        | Giamaica    | Shericka Williams, Anastasia Le-Roy, Davita Prendagast, Shereefa Lloyd           | 3:26.14 | Q, SB |
| 6    | 2        | Polonia     | Agnieszka Karpiesiuk, Grażyna Prokopek, Zuzanna Radecka, Anna Jesień             | 3:26.45 | Q     |
| 7    | 1        | Cuba        | Aymée Martínez, Daimí Pernía, Zulia Calatayud, Indira Terrero                    | 3:27.04 | q, SB |
| 8    | 2        | Messico     | Zudikey Rodriguez, Gabriela Medina, Nallely Vela, Ana Guevara                    | 3:27.14 | q, NR |
| 9    | 1        | Nigeria     | Folashade Abugan, Christy Ekpukhon Ihunaegbo, Olouma Nwoke, Sekinat Adesanya     | 3:27.97 | SB    |
| 10   | 2        | Francia     | Thélia Sigère, Marie-Angélique Lacordelle, Phara Anacharsis, Solen Désert        | 3:29.87 |       |
| 11   | 2        | Giappone    | Sayaka Aoki, Asami Tanno, Satomi Kubokura, Mayu Kida                             | 3:30.17 | NR    |
| 12   | 1        | Ucraina     | Nataliya Pyhyda, Antonina Yefremova, Olha Zavhorodnya, Oksana Shcherbak          | 3:30.76 |       |
| 13   | 2        | Brasile     | Maria Laura Almirão, Emily Pinheiro, Sheila Ferreira, Josiane Tito               | 3:34.34 |       |
| 14   | 1        | Romania     | Taisia Crestincov, Liliana Popescu, Elena Mirela Lavric, Ionela Târlea-Manolache | 3:35.69 |       |
|      | 2        | India       | Mandeep Kaur, Manjeet Kaur, Chitra K. Soman, Iyleen Samantha Lawrence Anthony    | DQ      |       |

### Finale
| Pos | Squadra     | Atlete                                                                    | Tempo   | Note |
| --- | ----------- | ------------------------------------------------------------------------- | ------- | ---- |
| 1   | Stati Uniti | DeeDee Trotter, Allyson Felix, Mary Wineberg, Sanya Richards              | 3:18.55 | WL   |
| 2   | Giamaica    | Shericka Williams, Shereefa Lloyd, Davita Prendagast, Novlene Williams    | 3:19.73 | NR   |
| 3   | Regno Unito | Christine Ohuruogu, Marilyn Okoro, Lee McConnell, Nicola Sanders          | 3:20.04 | NR   |
| 4   | Russia      | Lyudmila Litvinova, Natalya Nazarova, Tatyana Veshkurova, Natalya Antyukh | 3:20.25 | SB   |
| 5   | Bielorussia | Yulyana Yushchanka, Iryna Khliustava, Ilona Usovich, Sviatlana Usovich    | 3:21.88 | NR   |
| 6   | Polonia     | Zuzanna Radecka, Grażyna Prokopek, Ewelina Sętowska-Dryk, Anna Jesień     | 3:26.49 |      |
| 7   | Cuba        | Aymée Martínez, Daimí Pernía, Zulia Calatayud, Indira Terrero             | 3:27.05 |      |
| 8   | Messico     | Zudikey Rodriguez, Gabriela Medina, Nallely Vela, Ana Guevara             | 3:29.14 |      |